# Chính sách ba con

"Tháp tuổi mô tả sự phát triển của dân số Trung Quốc".

Chính sách ba con (hay còn gọi là Chính sách tam tử, tiếng Trung: 三孩政策; bính âm: Sānhái Zhèngcè) là một chính sách kế hoạch hóa gia đình của nhà nước Cộng hòa nhân dân Trung Hoa, trong đó mỗi gia đình có thể có ba con.